# 朗灰蝶
朗灰蝶（学名：Ravenna nivea），又名冷灰蝶、白小灰蝶、白灰蝶，为灰蝶科朗灰蝶屬下的一个种。基异名：Zephyrus niveus Nire, 1920

## 描述
本種為中大型灰蝶，雌雄二型性明顯。體背褐色，腹面白。雄蝶翅背呈淺紫色，具白色鱗紋，前翅近頂端有窄黑緣，後翅外緣有白線；雌蝶翅背白色，具褐色斑，前翅端與外緣有寬黑邊，後翅外緣有一列黑褐色紋。
前翅長19-23 mm，呈三角形，前緣及外緣呈弧形；後翅具細長尾突（CuA2脈末端）。翅腹面白色，中央有兩道褐色線帶，前翅為直線，後翅於CuA2室反折成V形，翅基亦有數條褐色短線。前翅中室末端有深褐短條，外緣則有斷續褐斑。臀區與CuA1室具黑點橙紋，形成眼狀斑。緣毛多為白色。
雄蝶前足跗節癒合、末端下彎尖銳；雌蝶跗節不癒合。

## 分佈
分布於臺灣本島低至中海拔山區，中國大陸南部及越南亦有分布。

## 棲地
棲息於常綠闊葉林，一年一世代，成蝶於晚春至初夏出現，多在黃昏或陰天活動。幼蟲以殼斗科青剛櫟、錐果櫟、毽子櫟等植物新芽為食，越冬以卵態進行，產於寄主植物休眠芽基部附近。

## 亚种
- Ravenna nivea ngiunmoiae (Lo & Hsu, 2024)[2]